# Fernando Borcel
Fernando Borcel (Buenos Aires, 18 giugno 1967) è un ex cestista argentino.

## Carriera
Con l'Argentina prese parte ai Campionati mondiali del 1986.